# Juan Antonio Álvarez de Arenales
Juan Antonio Álvarez de Arenales (Reinoso, Espanya, 13 de juny de 1770 - Moraya, Bolívia, 4 de desembre de 1831) va ser un militar argentí d'origen espanyol — considerat també bolivià per la seva activitat en aquell país — que va lluitar en les guerres per la independència de les Províncies Unides del Riu de la Plata, Xile i el Perú.

## Biografia
Es creu que va néixer a Espanya en la localitat denominada Vila de Reinoso, a Castella, en 1770 o a Santoña; encara que altres autors assenyalen que podria haver nascut a la ciutat de Salta. Fill de Francisco Álvarez de Arenales i de María González.
En 1784 va arribar amb la seva família a Buenos Aires, on va ser educat per seguir la carrera eclesiàstica. Álvarez va optar per la carrera militar.

## Lluites en l'Alt Perú
Després de concloure els seus estudis va ser enviat a l'Alt Perú, on va formar part de la Revolució de Chuquisaca del 25 de maig de 1809, primer moviment contra el domini espanyol dut a terme en el Virregnat del Riu de la Plata.
Va participar en la creació de la primera Junta que va buscar emancipar-se de les autoritats reialistes. Arenales es va convertir en dirigent contra el govern colonial i comandant de les milícies que va organitzar. Sufocada la insurrecció per part del monàrquic Vicente Nieto, les seves tropes es van dispersar i va ser arrestat. Enviat pres a les casamatas del Callao, va fugir en data desconeguda, arribant en secret a la ciutat de Salta. Allí es va casar amb Serafina de González Hoyos (filla de Bonifacio González de Hoyos i María Martina de Torres Gaete y Córdoba) i va ser nomenat regidor del cabildo. Produïda la invasió reialista de 1812, va ser novament arrestat.
Tan bon punt Manuel Belgrano, designat general de les Províncies Unides del Riu de la Plata, obtingués la decisiva victòria patriota de la batalla de Tucumán, el 24 i 25 de setembre de 1812, el major general Eustoquio Díaz Vélez va aconseguir recuperar Salta per uns dies i va alliberar a Álvarez, abans que el derrotat general Pío Tristán arribés i s'apoderés novament la ciutat. Álvarez va fugir i es va presentar davant Belgrano, qui li va reconèixer el grau de coronel. Va participar en la batalla de Salta, el 20 de febrer de 1813, com a cap de l'estat major. Pel seu brillant acompliment en aquesta nova victòria de les armes revolucionàries, l'Assemblea de l'Any XIII li va concedir la ciutadania argentina, amb residència a Salta.
Durant la Segona expedició auxiliadora a l'Alt Perú, Álvarez va pujar a l'Alt Perú i va ser nomenat governador de Cochabamba. Després de les derrotes de Vilcapugio i Ayohúma, va intentar per un temps defensar la seva província, però va ser vençut. No obstant això, va ajudar a Ignacio Warnes a protegir la província de Santa Cruz de la Sierra. Va organitzar la guerra de guerrilles tan reeixidament que el general Joaquín de la Pezuela es va veure forçat a abandonar les províncies del nord argentines. Va ser el comandant de la Republiqueta de Vallegrande.
Amb la victòria en la batalla de La Florida, en què va rebre moltes ferides i gairebé va perdre la vida, va assegurar l'entrada a l'Alt Perú de l'Exèrcit del Nord, en el seu tercer intent per incorporar l'Alt Perú a la revolució, al comandament de José Rondeau, i va reocupar la ciutat de Cochabamba.
Quan els patriotes van ser derrotats en Venta i Media, Rondeau es va dirigir a reorganitzar-se a Cochabamba, on va ser derrotat per Pezuela a la Batalla de Sipe Sipe, al novembre de 1815. Arenales va intentar resistir per unes setmanes, però va ser derrotat en Samaipata i va tornar a Salta.

## Perú i la Campanya de la Sierra
Allí va ser ascendit a general i es va enfrontar al cabdill Martín Miguel de Güemes per la forma en què aquest portava endavant la Guerra Gaucha, reeixida estratègia defensiva de la frontera nord del país, però molt costosa per a la província, especialment per a les classes altes.
A mitjans de 1817 va ser nomenat comandant de l'exèrcit provincial de Còrdova, en lluita gairebé permanent amb petits grups de gauchos rebels; no va obtenir resultats positius contra els federals.
El 1819 es va incorporar a l'Exèrcit dels Andes a Xile. El general José de San Martín el va designar al comandament d'una divisió per a la seva Expedició llibertadora del Perú. Després de la seva arribada a destinació es va fer càrrec de les dues importants campanyes a les serres, per a obtenir el control sobre aquest àrea abans que els reialistes poguessin utilitzar-les com a base d'operacions.
Durant la primera campanya va aconseguir quatre victòries a Palpa, Nazca, Cuesta de Tarma i, la més important, la batalla de Cerro de Pasco. Va aconseguir prendre diverses províncies per als patriotes: Ica, Huamanga, Huánuco, Huancavelica i Pasco. Els reialistes van témer perdre contacte amb l'interior, de manera que van evacuar Lima, i encara que San Martín el va enviar a una segona campanya a la sierra, no va poder impedir la retirada del virrei José de la Serna i la seva ocupació de tot l'interior del país. L'última resistència en aquesta zona va ser la d'algunes guerrilles dirigides pel futur cabdill de Mendoza José Félix Aldao, però finalment va tenir també que retirar-se.
Després de la proclamació de la Independència del Perú, va ser nomenat governador de les províncies del nord del futur territori peruà, on el governador de Trujillo s'havia passat als patriotes. Allí va tenir la responsabilitat sobre la instrucció de les tropes i la preparació de la campanya a l'Equador i va ser gratificat amb el rang de Gran Mariscal. Per a seguir organitzant aquestes tropes va demanar ajuda al senat peruà d'una manera una mica desmesurada i va ser sancionat. Poc abans de l'entrevista de Guayaquil entre els Llibertadors José de San Martín i Simón Bolívar, va intentar sense èxit intervenir entre ells. Decebut, es va retirar el 1823 a Salta.

## Governador de Salta

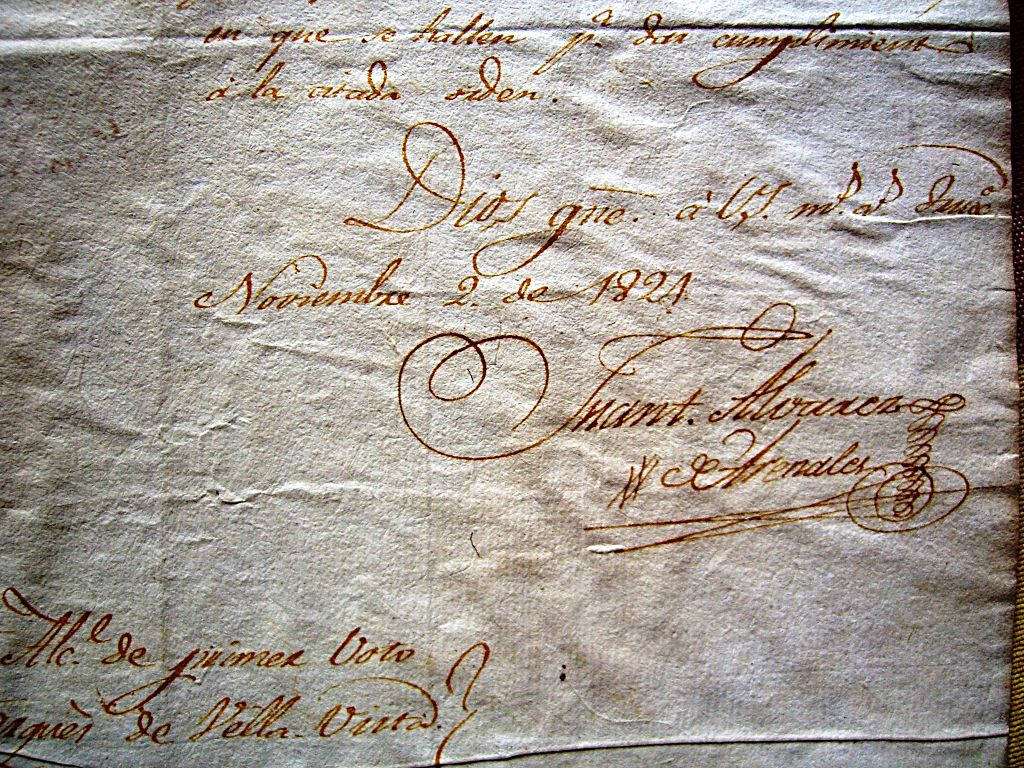
Signatura d'Álvarez

L'1 de gener de 1824 va ser nomenat governador de Salta. La seva administració va ser ordenada i eficient, procurant establir un govern liberal en concordança amb el qual Bernardino Rivadavia havia establert a Buenos Aires. A l'any següent va fer una última campanya a l'Alt Perú, esperant lluitar contra l'últim reducte reialista en aquestes províncies; però el general Pedro de Olañeta va morir assassinat pels seus propis soldats, i en definitiva no va aconseguir res. Fins i tot va fracassar a reincorporar a la seva província la regió de Tarija, que havia estat part d'aquesta.
Va enviar tropes salteñas per col·laborar en la Guerra del Brasil, lliurada entre les Províncies Unides del Riu de la Plata i l'Imperi del Brasil a conseqüència de la decisió de la Banda Oriental de reincorporar-se com una província rioplatenca.
Va ser reelegit governador de la seva província el 1826 i va organitzar una expedició de reconeixement del riu Bermejo amb l'objecte d'evitar els atacs dels indígenes del Chaco.
Els federals s'oposaven al seu govern, i l'acusaven de voler perpetuar-se en la governació. Ja en el mes de febrer de 1824 havia esclatat una revolució en contra seva, que va acabar amb l'afusellament del seu capitost, el coronel Bernardino Olivera, heroi de la guerra gaucha. Al maig de 1826 va fracassar una nova revolució, però la de gener de 1827 va tenir més èxit. Álvarez va enviar al coronel Francisco Bedoya —el mateix militar que havia derrotat a Francisco Ramírez en la seva última batalla— a enfrontar a José Ignacio Gorriti, però aquest va ser derrotat i mort a Chicoana, el 7 de febrer. La derrota de les tropes oficialistes va ocasionar que Álvarez de Arenales i els seus partidaris s'exiliessin a Bolívia.
Va tornar a la seva província en l'època de la guerra civil de 1829 però no va actuar en política. Després de la derrota dels unitaris en la batalla de la Ciudadela, va marxar a Bolívia "a visitar uns parents".

## Mort
Va morir en la localitat de Moraya, Bolívia, el 1831, a la casa del coronel José Manuel Pizarro. Va ser sepultat allí en l'ossera comuna a excepció del crani, conservat pel coronel Pizarro i lliurat a la ciutat de Buenos Aires a María Josefa de Arenales de Uriburu, la seva filla i mare del futur president de la República Argentina, José Evaristo Uriburu. Al maig de 1959 van arribar a Salta les seves restes, sent dipositats en el "Panteó de les Glòries del Nord de la República", després de complir-se una emotiva cerimònia cívica-militar a la Catedral de Salta.

## Visió
Álvarez va ser militar de carrera, que mai va vestir robes civils, que no necessitava servents, i que ensellava la seva pròpia mula; si era necessari, la ferrava ell mateix. No permetia que ningú ho tractés amb familiaritat i creia al peu de la lletra en les jerarquies militars.
Va ser un patriota convençut de la revolució duta a terme a les Províncies Unides del Riu de la Plata i un lluitador incansable per conservar la unitat dels territoris independitzats de la corona espanyola.